# Communauté de communes des Ballons des Hautes-Vosges
La communauté de communes des Ballons des Hautes-Vosges est une communauté de communes française, située dans le département des Vosges et la région Grand Est.

## Historique
La structure est née le 1er janvier 2013 de la fusion des deux communautés de communes des Mynes et Hautes-Vosges du sud et des Ballons des Hautes Vosges et de la Source de la Moselle, par arrêté préfectoral du 12 octobre 2012.

## Territoire communautaire

### Géographie
Située à l'extrême sud de la région historique de Lorraine, la ComCom est frontalière avec les départements de la Haute-Saône, du Territoire de Belfort (Franche-Comté) et du Haut-Rhin (Alsace).
La CC des Ballons des Hautes-Vosges est un terroir montagnard marqué par un climat humide, des sols à dominante sableuse, un relief accidenté composé en majorité d'une végétation de type hêtraie-sapinière.

### Composition
La communauté de communes est composée des 8 communes suivantes :

| Nom                       | Code Insee | Gentilé     | Superficie (km2) | Population (dernière pop. légale) | Densité (hab./km2) |
| ------------------------- | ---------- | ----------- | ---------------- | --------------------------------- | ------------------ |
| Le Thillot (siège)        | 88468      | Thillotins  | 15,14            | 3 198 (2022)                      | 211                |
| Bussang                   | 88081      | Bussenets   | 27,63            | 1 289 (2022)                      | 47                 |
| Ferdrupt                  | 88170      | Ferdrupéens | 14,6             | 731 (2022)                        | 50                 |
| Fresse-sur-Moselle        | 88188      | Fressiots   | 18,41            | 1 662 (2022)                      | 90                 |
| Le Ménil                  | 88302      | Guédons     | 20,38            | 984 (2022)                        | 48                 |
| Ramonchamp                | 88369      | Ramoncenais | 15,74            | 1 817 (2022)                      | 115                |
| Rupt-sur-Moselle          | 88408      | Ruppéens    | 45,55            | 3 458 (2022)                      | 76                 |
| Saint-Maurice-sur-Moselle | 88426      | Fremis      | 37               | 1 364 (2022)                      | 37                 |

### Démographie
| 1968   | 1975   | 1982   | 1990   | 1999   | 2010   | 2015   | 2021   |
| ------ | ------ | ------ | ------ | ------ | ------ | ------ | ------ |
| 18 169 | 19 014 | 18 562 | 17 345 | 16 867 | 16 004 | 15 370 | 14 694 |

### Environnement

#### Énergie
Dans le cadre du SRADDET du Grand Est, ATMO Grand Est tient à jour les statistiques énergétiques de tous les EPCI régionaux. Aussi pouvons-nous représenter l’énergie finale consommée sur le territoire annuellement par secteur, ou par source, pour l’année 2017. Cette énergie finale annuelle correspond à 25,0 MWh par habitant.
| -                 | GWh par an |
| ----------------- | ---------- |
| Industrie         | 60         |
| Résidentiel       | 178        |
| Tertiaire         | 42         |
| Transport routier | 96         |

| -                                    | GWh par an |
| ------------------------------------ | ---------- |
| Électricité                          | 107        |
| Gaz naturel et produits pétroliers   | 198        |
| Bois-énergie                         | 57         |
| Autres EnR (PAC, solaire thermique…) | 16         |
| Réseaux de chaleur                   | 1          |

La production d’énergie renouvelable (EnR) du territoire apparaît dans le tableau suivant, toujours pour l’année 2017 :
| -                     | GWh par an |
| --------------------- | ---------- |
| Bois-énergie          | 93         |
| Hydraulique           | 4          |
| Pompe à chaleur (PAC) | 9          |
| Photovoltaïque        | 2          |

## Administration

### Siège
Le siège de la communauté de communes est situé au Thillot.

### Les élus
Le conseil communautaire de la communauté de communes se compose de 29 conseillers, élus pour une durée de six ans.
Ils sont répartis comme suit :
| Nombre de conseillers | Communes                                               |
| --------------------- | ------------------------------------------------------ |
| 6                     | Rupt-sur-Moselle, Le Thillot                           |
| 4                     | Ramonchamp                                             |
| 3                     | Bussang, Fresse-sur-Moselle, Saint-Maurice-sur-Moselle |
| 2                     | Ferdrupt, Le Ménil                                     |

### Présidence
| Période                     | Période                     | Identité             | Étiquette | Qualité |
| --------------------------- | --------------------------- | -------------------- | --------- | --- |
| 15 janvier 2013             | 23 février 2016 (démission) | Stéphane Tramzal,    |           | Maire de Rupt-sur-Moselle (depuis 2008)                                                                            |
| 9 mars 2016 (Réélu en 2020) | En cours                    | M. Dominique Peduzzi | DVD       | Maire de Fresse-sur-Moselle (depuis 1995) Conseiller général puis départemental du canton du Thillot (depuis 2011) |

### Régime fiscal et budget
Le régime fiscal de la communauté de communes est la fiscalité additionnelle avec fiscalité professionnelle de zone et sans fiscalité professionnelle sur les éoliennes.

### Budget et fiscalité 2022
En 2022, le budget de la communauté de communes était constitué ainsi (Population : 15 392 habitants) :
- total des produits de fonctionnement : 4 408 000 €, soit 286 € par habitant ;
- total des charges de fonctionnement : 4 999 000 €, soit 325 € par habitant ;
- total des ressources d'investissement : 1 363 000 €, soit 89 € par habitant ;
- total des emplois d'investissement : 2 463 000 €, soit 160 € par habitant ;
- endettement : 4 827 000 €, soit 314 € par habitant.

Avec les taux de fiscalité suivants :
- taxe d'habitation (dont THLV et GEMAPI) : 3,20 % ;
- taxe foncière sur les propriétés bâties (dont GEMAPI) : 2,70 % ;
- taxe foncière sur les propriétés non bâties (dont GEMAPI) : 5,73 % ;
- taxe additionnelle à la taxe foncière sur les propriétés non bâties : 0,00 % ;
- cotisation foncière des entreprises (fiscalité additionnelle - hors GEMAPI) : 2,94 % ;
- Cotisation foncière des entreprises (fiscalité prof. unique ou de zone - hors GEMAPI) : 21,57 % ;
- Cotisation foncière des entreprises (fiscalité des éoliennes - hors GEMAPI) : 0,00 %.